# Dibamidae
Dibamidae је фамилија гуштера која је карактеристична по издуженом цилиндричном телу и наочиглед недостатку удова. Фамилија Dibamidae насељава Мексико, југоисточну Азију, Индонезију, Филипинска острва и западни део Нове Гвинеје. 

## Карактеристике
Имају чврсто спојену лобању, не поседују птеригоидне зубе и спољашње уши. Очи су им редуковане и прекривене крљушти. 
Dibamidae су гуштери, које карактерише издужено тело са тупом главом и репом и привидним недостатком удова.   Женке су у потпуности без екстремитета, док мужјаци задржавају мале задње екстремитете у облику клапни, које користе за придржавање партнера током парења.   Обично легу једно јаје са тврдом љуском.  

## Класификација
Породица Dibamidae има два рода, Dibamus са 23 врсте и монотипски Anelytropsis. Близак однос ових родова заснован је на две заједничке морфолошке карактеристике: секундарном непцу и ламелама које покривају језик. Додатне кранијалне карактеристике могу делити са другим групама гуштера.
Једна недавна филогенетска анализа поставља фамилију као сестринску кладу свим осталим гуштерима и змијама. Друга анализа је пак указала да представници ове фамилије деле заједничке претке са инфраредом Gekkota, те да ове две групе формирају сестрину кладу са свим преосталим љускашима.